# Tafeltennis op de Paralympische Zomerspelen 2020
Op de XVIe Paralympische Zomerspelen, die in 2021 werden gehouden in Tokio, Japan, was de Tafeltennis een van de 23 sporten die werden beoefend.

## Medaillespiegel
| Plaats | Land          | NPC | Goud | Zilver | Brons | Totaal |
| 1      | China         | CHN | 16   | 4      | 6     | 26     |
| 2      | Australië     | AUS | 2    | 4      | 0     | 6      |
| 3      | Frankrijk     | FRA | 2    | 2      | 7     | 11     |
| 4      | Polen         | POL | 2    | 1      | 4     | 7      |
| 5      | Zuid-Korea    | KOR | 1    | 6      | 6     | 13     |
| 6      | Russisch Team | RPC | 1    | 2      | 4     | 7      |
| 7      | Oekraïne      | UKR | 1    | 2      | 3     | 6      |
| 8      | Duitsland     | GER | 1    | 2      | 2     | 5      |
| 9      | Nederland     | NED | 1    | 1      | 0     | 2      |
| 10     | Turkije       | TUR | 1    | 0      | 3     | 4      |

## Uitslagen

### Individueel
| Mannen | Mannen | Mannen            | Mannen | Mannen              | Mannen | Mannen             |
| Klasse | Goud   | Goud              | Zilver | Zilver              | Brons  | Brons              |
| ------ | ------ | ----------------- | ------ | ------------------- | ------ | ------------------ |
| C1     | KOR    | Joo Young-dae     | KOR    | Kim Hyeon-uk        | KOR    | Nam Ki-won         |
| C1     | KOR    | Joo Young-dae     | KOR    | Kim Hyeon-uk        | GBR    | Thomas Matthews    |
| C2     | FRA    | Fabien Lamirault  | POL    | Rafał Czuper        | KOR    | Cha Soo-yong       |
| C2     | FRA    | Fabien Lamirault  | POL    | Rafał Czuper        | KOR    | Park Jin-cheol     |
| C3     | CHN    | Panfeng Feng      | GER    | Thomas Schmidberger | USA    | Jenson Van Emburgh |
| C3     | CHN    | Panfeng Feng      | GER    | Thomas Schmidberger | CHN    | Zhai Xiang         |
| C4     | TUR    | Abdullah Öztürk   | KOR    | Kim Young-gun       | FRA    | Maxime Thomas      |
| C4     | TUR    | Abdullah Öztürk   | KOR    | Kim Young-gun       | TUR    | Nesim Turan        |
| C5     | GER    | Valentin Baus     | CHN    | Ningning Cao        | TUR    | Ali Öztürk         |
| C5     | GER    | Valentin Baus     | CHN    | Ningning Cao        | GBR    | Jack Hunter Spivey |
| C6     | USA    | Ian Seidenfeld    | DEN    | Peter Rosenmeier    | GBR    | Paul Karabardak    |
| C6     | USA    | Ian Seidenfeld    | DEN    | Peter Rosenmeier    | THA    | Rungroj Thainiyom  |
| C7     | CHN    | Yan Shuo          | GBR    | Will Bayley         | POL    | Maksym Chudzicki   |
| C7     | CHN    | Yan Shuo          | GBR    | Will Bayley         | CHN    | Liao Keli          |
| C8     | CHN    | Shuai Zhao        | UKR    | Viktor Didukh       | CHN    | Peng Weinan        |
| C8     | CHN    | Shuai Zhao        | UKR    | Viktor Didukh       | UKR    | Maksym Nikolenko   |
| C9     | BEL    | Laurens Devos     | AUS    | Ma Lin              | UKR    | Ivan Mai           |
| C9     | BEL    | Laurens Devos     | AUS    | Ma Lin              | RPC    | Iurii Nozdrunov    |
| C10    | POL    | Patryk Chojnowski | FRA    | Matéo Bohéas        | MNE    | Filip Radović      |
| C10    | POL    | Patryk Chojnowski | FRA    | Matéo Bohéas        | INA    | David Jacobs       |
| C11    | HUN    | Péter Pálos       | AUS    | Samuel Von Einem    | FRA    | Lucas Créange      |
| C11    | HUN    | Péter Pálos       | AUS    | Samuel Von Einem    | BEL    | Florian Van Acker  |

| Vrouwen | Vrouwen | Vrouwen            | Vrouwen | Vrouwen               | Vrouwen | Vrouwen              |
| Klasse  | Goud    | Goud               | Zilver  | Zilver                | Brons   | Brons                |
| ------- | ------- | ------------------ | ------- | --------------------- | ------- | -------------------- |
| C1-2    | CHN     | Liu Jing           | KOR     | Seo Su-yeon           | BRA     | Cátia Oliveira       |
| C1-2    | CHN     | Liu Jing           | KOR     | Seo Su-yeon           | RPC     | Nadezhda Pushpasheva |
| C3      | CHN     | Xue Juan           | SLO     | Alena Kánová          | KOR     | Lee Mi-gyu           |
| C3      | CHN     | Xue Juan           | SLO     | Alena Kánová          | KOR     | Yoon Ji-yu           |
| C4      | CHN     | Ying Zhou          | IND     | Bhavina Patel         | CHN     | Gu Xiaodan           |
| C4      | CHN     | Ying Zhou          | IND     | Bhavina Patel         | CHN     | Zhang Miao           |
| C5      | CHN     | Bian Zhang         | CHN     | Pan Jiamin            | KOR     | Jung Young-a         |
| C5      | CHN     | Bian Zhang         | CHN     | Pan Jiamin            | JOR     | Khetam Abuawad       |
| C6      | UKR     | Maryna Lytovchenko | RPC     | Maliak Alieva         | RPC     | Raisa Chebanika      |
| C6      | UKR     | Maryna Lytovchenko | RPC     | Maliak Alieva         | GER     | Stephanie Grebe      |
| C7      | NED     | Kelly van Zon      | RPC     | Viktoria Safonova     | FRA     | Anne Barnéoud        |
| C7      | NED     | Kelly van Zon      | RPC     | Viktoria Safonova     | TUR     | Kübra Korkut         |
| C8      | CHN     | Jingdian Mao       | CHN     | Huang Wenjuan         | NOR     | Aida Dahlen          |
| C8      | CHN     | Jingdian Mao       | CHN     | Huang Wenjuan         | FRA     | Thu Kamkasomphou     |
| C9      | AUS     | Lina Lei           | CHN     | Xiong Guiyan          | POL     | Karolina Pęk         |
| C9      | AUS     | Lina Lei           | CHN     | Xiong Guiyan          | HUN     | Alexa Szvitacs       |
| C10     | AUS     | Qian Yang          | BRA     | Bruna Costa Alexandre | POL     | Natalia Partyka      |
| C10     | AUS     | Qian Yang          | BRA     | Bruna Costa Alexandre | TPE     | Tien Shiau-wen       |
| C11     | RPC     | Elena Prokofeva    | FRA     | Léa Ferney            | HKG     | Wong Ting Ting       |
| C11     | RPC     | Elena Prokofeva    | FRA     | Léa Ferney            | JPN     | Maki Ito             |

### Team
| Mannen | Mannen | Mannen                              | Mannen | Mannen                                    | Mannen | Mannen                                            |
| Klasse | Goud   | Goud                                | Zilver | Zilver                                    | Brons  | Brons                                             |
| ------ | ------ | ----------------------------------- | ------ | ----------------------------------------- | ------ | ------------------------------------------------- |
| 1-2    | FRA    | Fabien Lamirault Stéphane Molliens  | KOR    | Cha Soo-yong Park Jin-cheol Kim Hyeon-uk  | SVK    | Martin Ludrovský Ján Riapoš                       |
| 1-2    | FRA    | Fabien Lamirault Stéphane Molliens  | KOR    | Cha Soo-yong Park Jin-cheol Kim Hyeon-uk  | POL    | Rafał Czuper Tomasz Jakimczuk                     |
| 3      | CHN    | Feng Panfeng Zhai Xiang Zhao Ping   | GER    | Thomas Brüchle Thomas Schmidberger        | CZE    | Petr Svatoš Jiři SuchánekAnurak Laowong           |
| 3      | CHN    | Feng Panfeng Zhai Xiang Zhao Ping   | GER    | Thomas Brüchle Thomas Schmidberger        | THA    | Yuttajak Glinbancheun Thirayu Chueawong           |
| 4-5    | CHN    | Cao Ningning Guo Xingyuan Zhang Yan | KOR    | Kim Jung-gil Kim Young-gun Baek Young-bok | SVK    | Boris Trávníček Peter Mihálik                     |
| 4-5    | CHN    | Cao Ningning Guo Xingyuan Zhang Yan | KOR    | Kim Jung-gil Kim Young-gun Baek Young-bok | FRA    | Florian Merrien Nicolas Savant-Aira Maxime Thomas |
| 6-7    | CHN    | Yan Shuo Liao Keli Chen Chao        | GBR    | Will Bayley Paul Karabardak               | GER    | Thomas Rau Björn Schnake                          |
| 6-7    | CHN    | Yan Shuo Liao Keli Chen Chao        | GBR    | Will Bayley Paul Karabardak               | ESP    | Jordi Morales Álvaro Valera                       |
| 8      | CHN    | Zhao Shuai Peng Weinan Ye Chaoqun   | UKR    | Viktor Didukh Maksym Nikolenko            | FRA    | Thomas Bouvais Clément Berthier                   |
| 8      | CHN    | Zhao Shuai Peng Weinan Ye Chaoqun   | UKR    | Viktor Didukh Maksym Nikolenko            | GBR    | Ross Wilson Aaron McKibbin Billy Shilton          |
| 9-10   | CHN    | Lian Hao Zhao Yiqing                | AUS    | Ma Lin Joel Coughlan Nathan Pellissier    | UKR    | Ivan Mai Lev Kats                                 |
| 9-10   | CHN    | Lian Hao Zhao Yiqing                | AUS    | Ma Lin Joel Coughlan Nathan Pellissier    | NGR    | Tajudeen Agunbiade Alabi Olufemi Victor Farinloye |

| Vrouwen | Vrouwen | Vrouwen                             | Vrouwen | Vrouwen                             | Vrouwen | Vrouwen                                                       |
| Klasse  | Goud    | Goud                                | Zilver  | Zilver                              | Brons   | Brons                                                         |
| ------- | ------- | ----------------------------------- | ------- | ----------------------------------- | ------- | ------------------------------------------------------------- |
| 1-3     | CHN     | Xue Juan Li Qian Liu Jing           | KOR     | Yoon Ji-yu Lee Mi-gyu Seo Su-yeon   | ITA     | Michela Brunelli Giada Rossi                                  |
| 1-3     | CHN     | Xue Juan Li Qian Liu Jing           | KOR     | Yoon Ji-yu Lee Mi-gyu Seo Su-yeon   | CRO     | Anđela Mužinić Helena Dretar Karić                            |
| 4-5     | CHN     | Zhang Bian Zhou Ying Zhang Miao     | SWE     | Anna-Carin Ahlquist Ingela Lundbäck | GBR     | Megan Shackleton Sue Bailey                                   |
| 4-5     | CHN     | Zhang Bian Zhou Ying Zhang Miao     | SWE     | Anna-Carin Ahlquist Ingela Lundbäck | SRB     | Borislava Perić Nada Matić                                    |
| 6-8     | CHN     | Mao Jingdian Huang Wenjuan Wang Rui | NED     | Frederique van Hoof Kelly van Zon   | FRA     | Anne Barnéoud Thu Kamkasomphou                                |
| 6-8     | CHN     | Mao Jingdian Huang Wenjuan Wang Rui | NED     | Frederique van Hoof Kelly van Zon   | RPC     | Viktoria Safonova Maliak Alieva Raisa Chebanika               |
| 9-10    | POL     | Natalia Partyka Karolina Pęk        | AUS     | Yang Qian Lei Lina Melissa Tapper   | BRA     | Bruna Costa Alexandre Danielle Rauen Jennyfer Marques Parinos |
| 9-10    | POL     | Natalia Partyka Karolina Pęk        | AUS     | Yang Qian Lei Lina Melissa Tapper   | CHN     | Zhao Xiaojing Xiong Guiyan                                    |

Atletiek · Badminton · Bankdrukken · Basketbal · Boccia · Boogschieten · Goalball · Judo · Kanovaren · Paardensport · Roeien · Rugby · Schermen · Schietsport · Taekwondo · Tafeltennis · Tennis · Triatlon · Voetbal · Volleybal · Wielersport · Zwemmen
Rome 1960 ·
Tokio 1964 ·
Tel Aviv 1968 ·
Heidelberg 1972 ·
Toronto 1976 ·
Arnhem 1980 ·
New York & Stoke Mandeville 1984 ·
Seoel 1988 ·
Barcelona 1992 ·
Atlanta 1996 ·
Sydney 2000 ·
Athene 2004 ·
Peking 2008 ·
Londen 2012 ·
Rio de Janeiro 2016 ·
Tokio 2020 ·
Parijs 2024 ·
Los Angeles 2028